# 恶虎村
參數所指定的目標頁面不存在，建議更正成存在頁面或直接建立下列一個頁面（建立前請先搜尋是否有合適的存在頁面可以取代）：
- 恶虎村(京剧)

《恶虎村》（英語：Village of Tigers）是1974年由岳枫、王萍联合执导，岳华等人出演的香港动作剧情电影，该电影主要讲述的是“鐵砂掌”駱宏勳与巴家庄的人一起反抗盘踞在恶虎村的江湖恶党的故事，该电影也是岳楓退休前最後一部電影。

## 劇情簡介
胡蛟是一个武林恶党的首领，并且和巴家村得人巴杰狼狈为奸。巴杰的妹妹九姑娘虽说知道这些事情，并因此还劝过自己的哥哥，但是却并没有什么作用。
随后，在一次胡蛟劫镖的时候，遭遇了“鐵砂掌”駱宏勳的阻止，而后，被駱宏勳打败的他们决定用杀死巴杰，并嫁祸巴杰是被他杀死的。
而后巴家人对此自然是深信不疑，并决定为巴杰报仇。
对于这些，駱宏勳用一些方式证明了自己的清白，并和巴家村一起将盘踞在恶虎村的胡蛟等人击败。

## 演员
- 岳华
- 詹森
- 何刚
- 曾楚霖
- 成龙
- 徐二牛
- 佟林
- 叶灵芝
- 舒佩佩
- 董力
- 黄宗迅
- 王侠
- 万重山

## 相關連結
- 时光网上《恶虎村》的資料（简体中文）
- 豆瓣电影上《恶虎村》的資料 （简体中文）
- 互联网电影数据库（IMDb）上《恶虎村》的资料（英文）